# Vurnon Anita
Vurnon San Benito Anita (* 4. dubna 1989, Willemstad, Nizozemské Antily) je nizozemský fotbalový obránce původem z Curaçaa v Nizozemských Antilách, který hraje v anglickém klubu Newcastle United.

## Klubová kariéra
V nizozemské lize hrál za AFC Ajax, odkud přestoupil do anglického týmu Newcastle United.

## Reprezentační kariéra
Byl členem nizozemských mládežnických výběrů. Hrál na Mistrovství světa hráčů do 17 let 2005 v Peru, kde Nizozemci obsadili 3. místo (v souboji o bronzové medaile porazili Turecko 2:1).
V nizozemském reprezentačním A-mužstvu debutoval 26. května 2010 v přátelském zápase proti Mexiku, šel na hřiště ve druhém poločase (výhra Nizozemska 2:1). Reprezentační trenér Bert van Marwijk jej nevzal na Mistrovství světa 2010 v Jihoafrické republice, ačkoli byl Anita členem širší nizozemské soupisky.